# Ernst Benkard
Ernst Benkard (* 27. Februar 1883 in Frankfurt am Main; † 8. Mai 1946 in Freiburg im Breisgau) war ein deutscher Kunsthistoriker.

## Leben
Ernst Benkard besuchte das Goethe-Gymnasium in Frankfurt und studierte dann Kunstgeschichte in Leipzig (1901–02), München (1902/03), Berlin (1903), Leipzig (1903/04), Berlin (1904–05) und Heidelberg, wo er 1907 bei Henry Thode promoviert wurde. Danach war er bis Ende 1912 Volontär-Assistent am Städelschen Kulturinstitut in Frankfurt. Er arbeitete danach anderem als Korrespondent und Kunstkritiker der Frankfurter Zeitung. 1927 wurde er an der Universität Frankfurt habilitiert und lehrte dort vom Wintersemester 1927/28 bis zum Wintersemester 1937/38 als Privatdozent am Kunstgeschichtlichen Institut, wo er hauptsächlich Übungen zur regionalen Kunst sowie Veranstaltungen zur italienischen Renaissance anbot. Über die Große Deutsche Kunstausstellung 1937 soll er mit „kaum verhohlener Ironie, Distanz und Ablehnung“ berichtet haben.
Zu Benkards Werken gehört ein Bildband über die Totenmasken von Staatsmännern und Künstlern, der mit einem Geleitwort von Georg Kolbe 1926 in Berlin veröffentlicht wurde. Er trägt den Titel Das ewige Antlitz und löste sofort einen Widerspruch Ernst Gundolfs bezüglich einer Totenmaske William Shakespeares aus. In Das ewige Antlitz stellte Benkard unter anderem auch die Unbekannte aus der Seine vor, über die er poetisch schrieb, sie sei für uns „ein zarter Schmetterling, der, sorglos beschwingt, an der Leuchte des Lebens seine feinen Flügel vor der Zeit verflattert und versengt hat“. Ein anderes zeitweise populäres Kunstwerk, das angeblich auf einer Totenmaske beruhte, war der Luther in effigie in Halle, den Benkard als „Mannequin“ und „Puppe“ bezeichnete.
Nach dem Verlust seiner Wohnung in Frankfurt durch einen Luftangriff im März 1944 übersiedelte er nach Freiburg im Breisgau, wo er Verwandte hatte.

## Veröffentlichungen (Auswahl)
- Das ewige Antlitz. Frankfurter Verlags-Anstalt, Frankfurt am Main 1929.
- Die Städelschule Kunstschule 1817–1942. Ein geschichtlicher Umriss. Stadt Frankfurt, Frankfurt am Main 1942.